# دانشگاه پنسیلوانیا
دانشگاه پنسیلوانیا (به انگلیسی: University of Pennsylvania) مشهور به یوپِن (UPenn) یک دانشگاه تحقیقاتی خصوصی در فیلادلفیا واقع در ایالت پنسیلوانیا آمریکا است که از اعضای آیوی لیگ می‌باشد و در سال ۱۷۴۰ میلادی تأسیس شده‌است. این دانشگاه از لحاظ قدمت چهارمین دانشگاه قدیمی آمریکا محسوب می‌شود. دانشگاه پنسیلوانیا نخستین دانشگاه آمریکایی است که به شکل همزمان رشته‌هایی در مقطع کارشناسی و تحصیلات تکمیلی ارائه کرده‌است. دانشگاه ناتینگهام واقع در انگلستان همکاری تنگاتنگی از نظر تبادل دانشجو و سیاست جذب دانشجو و نحوه تدریس با این مرکز علمی دارد.
سرمایه این دانشگاه ۲۰٫۷ میلیارد دلار است که آن را ششمین مؤسسه دانشگاهی ثروتمند در ایالات متحده تا سال ۲۰۲۲ معرفی می‌کند. در سال ۲۰۲۱، بنابر گزارش بنیاد ملی علوم، این دانشگاه رتبه چهارم را در میان دانشگاه‌های آمریکا ازنظر هزینه‌های تحقیقاتی کسب کرد.
فارغ‌التحصیلان و استادان این دانشگاه شامل هشت پدر بنیان‌گذار ایالات متحده که اعلامیه استقلال را امضا کردند، هفت نفر از افرادی که قانون اساسی ایالات متحده را امضا کردند،  سه رئیس‌جمهور ایالات متحده شامل ویلیام هنری هریسون، دونالد ترامپ و جو بایدن، ۳۸ برنده جایزه نوبل، ۹ رئیس دولت خارجی، ۳ قاضی دادگاه عالی ایالات متحده، حداقل ۴ قاضی دادگاه عالی کشورهای خارجی، ۳۲ سناتور ایالات متحده، ۱۶۳ عضو مجلس نمایندگان ایالات متحده، ۱۹ وزیر کابینه ایالات متحده، ۴۶ فرماندار، ۲۸ قاضی دادگاه عالی ایالتی، ۶۴ میلیاردر در قید حیات و ۵ دریافت‌کننده مدال افتخار ایالات متحده می‌باشد.
پذیرش در این دانشگاه بسیار رقابتی است به‌گونه‌ای که تنها ۵ درصد از واجدان شرایط پذیرش در این دانشگاه موفق به دریافت پذیرش نهایی از آن می‌شوند و به‌عنوان یکی از رقابتی‌ترین مراکز علمی در دنیا به‌ویژه در حوزه علوم پزشکی، علوم مهندسی، اقتصاد و مدیریت شناخته می‌شود.

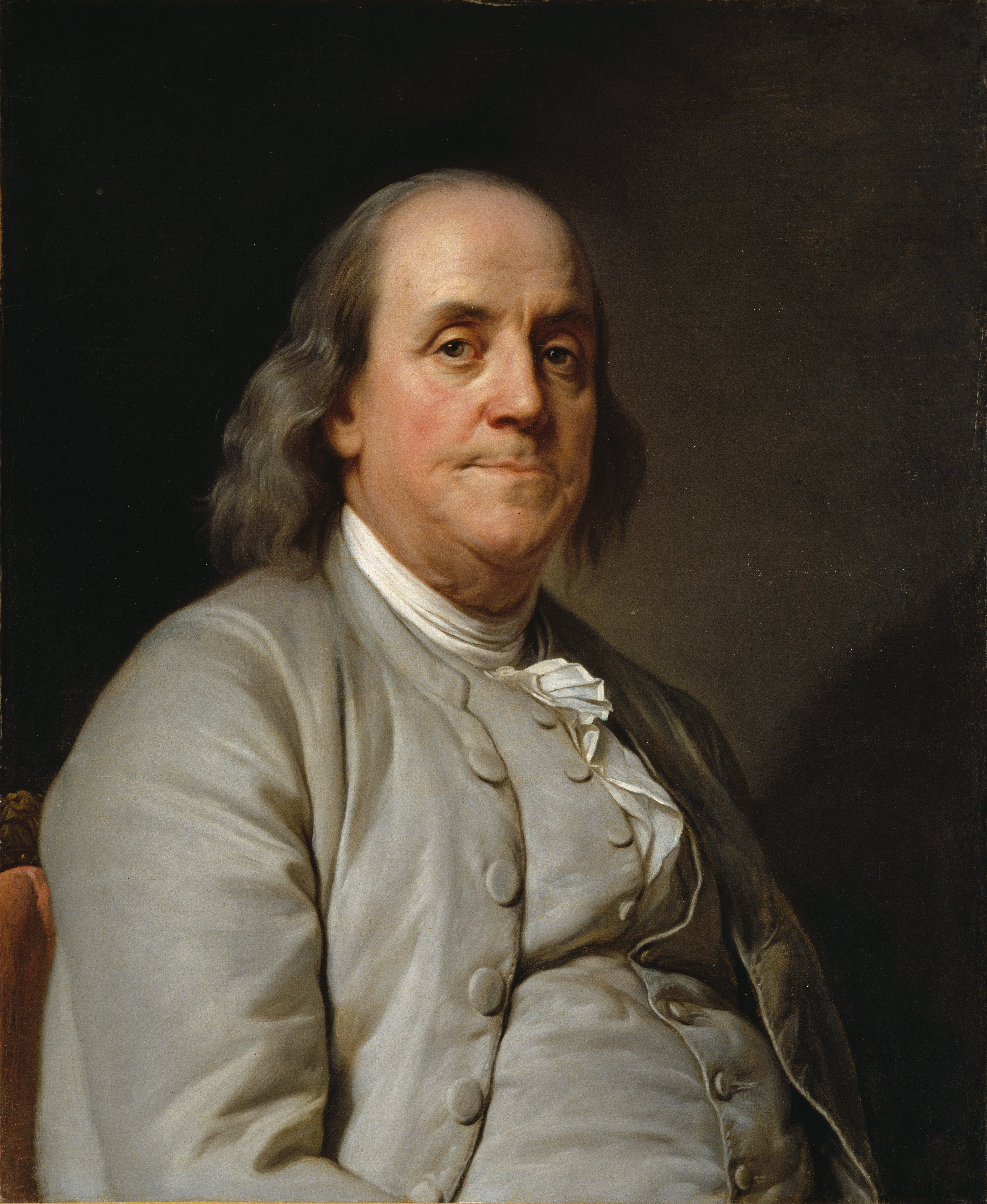
بنجامین فرانکلین، موسس و بنیانگذار دانشگاه پنسیلوانیا

## رنکینگ
براساس رتبه‌بندی مؤسسه QS که در سال ۲۰۲۴ صورت گرفته‌است دانشگاه پنسیلوانیا در رتبه ۱۲ دانشگاه‌های جهان و پنجم آمریکا قرار دارد.

## دانشکده‌ها
دانشگاه پنسیلوانیا دارای ۱۲ دانشکده است که عبارتند از:
- دانشکده هنر و علوم
- دانشکده ارتباطات
- دانشکده دندانپزشکی
- دانشکده مهندسی
- دانشکده طراحی و نقشه‌کشی
- دانشکده ارشد آموزش
- دانشکده حقوق
- دانشکده پرستاری
- دانشکده پزشکی
- دانشکده علوم سیاسی
- دانشکده دامپزشکی
- دانشکده کسب‌وکار وارتون

## کیفیت
طبق یواس نیوز اند ورلد ریپورت، در سال ۲۰۱۲، یو. پن رتبهٔ ۵ را در میان همهٔ دانشگاه‌های آمریکا به خود اختصاص داده و یکی از گزینشی‌ترین دانشگاه‌های جهان است.

## دانشکده های مهم
- مدرسه وارتون دانشگاه پنسیلوانیا
- دانشکده پزشکی پرلمن

## خارج از آمریکا
دانشگاه شیراز از این دانشگاه الگو گرفته‌است.

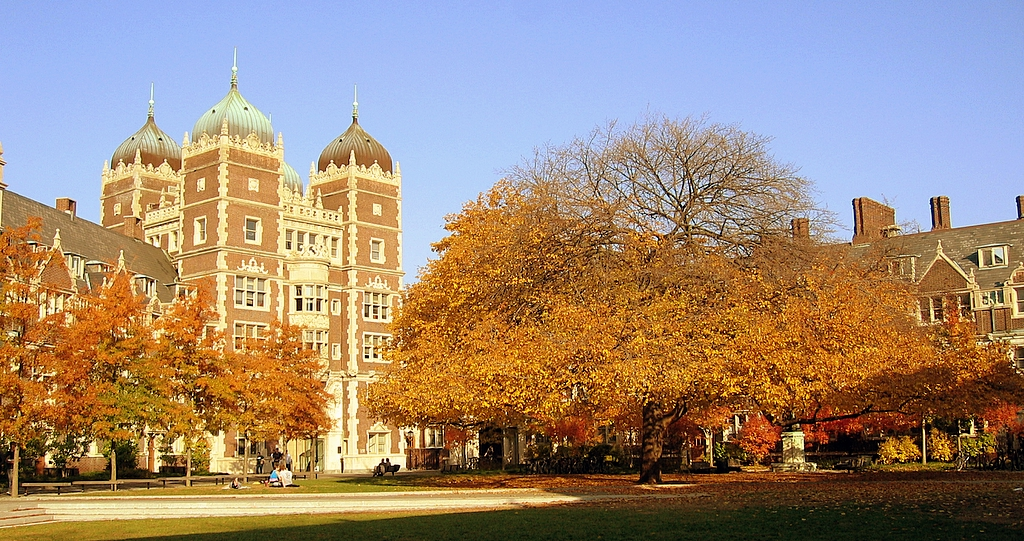
نمایی از «کواد» در زمستان